# Agrostis mertensii
Agrostis mertensii é uma espécie de gramínea do gênero Agrostis, pertencente à família Poaceae.